# Alice Lima de Faria
Alice Lima de Faria, Alice Bjerknes-Lima de Faria, född den 18 oktober 1968, är en svensk-norsk illustratör och barnboksförfattare. Hon växte upp i Lund och har studerat vid Högskolan för design och konsthantverk i Göteborg och Danmarks Designskole i Köpenhamn. 
I början av sin karriär arbetade Alice Lima de Faria som frilansande scenograf med produktionsdesign för film, men sedan 2010 arbetar hon som illustratör. Bland många verk märks de båda bilderböckerna för barn Rumpemelk fra Afrika, med text av Erlend Loe, och To små riddere, med text av Bjørn F. Rørvik. Alice Lima de Faria ser många likheter mellan att arbeta med scenografi och att illustrera bilderböcker, eftersom de båda handlar om visuellt berättande.
År 2015 debuterade Alice Lima de Faria i Norge som barnboksförfattare med bilderboken Det var ikke jeg! sa Robinhund. För denna bok mottog hon norska kulturdepartementets debutantpris samt, efter att boken översatts till tyska, Huckepack Bilderbuchpreis. I Sundbybergs biblioteks omröstning blev Det var inte jag, sa Robinhund framröstad av 1245 barn till bästa bilderbok. År 2017 kom bilderboken Fuglefesten (på svenska Fågelfesten), för vilken hon nominerades till norska kulturdepartementets bildebokpris. Alice Lima de Farias böcker har fått flera priser och översatts till många språk över hela världen.
För svenska utbildningsradion (UR) har Alice Lima de Faria skrivit film- och radiomanus till serien Tripp, Trapp, Träd, som riktar sig till barn i förskoleåldern.
I mars 2021 tillträdde Alice Lima de Faria en tjänst som "førsteamanuensis i visuell og digital litteratur" vid Norsk Barnebokinstitutt.
Alice Lima de Faria är dotter till genetikern Antonio Lima de Faria samt syster till filmregissören Martin Lima de Faria och skådespelaren Kristian Lima de Faria.